# Helen Crabb
Helen Priscilla Crabb (* 24. November 1891 in Halcombe, Manawatū-Whanganui Neuseeland; † 5. März 1972 in Wellington, Neuseeland) war eine neuseeländische Malerin, Zeichnerin und Kunstlehrerin.

## Frühes Leben
Helen Priscilla Crabb wurde am 24. November 1891 als Tochter und ältestes von sechs Kindern der Eheleute Priscilla Kennedy und dem Ladenbesitzer Ernest Hugh Crabb in Halcombe in der Region Manawatū-Whanganui geboren. Helens Mutter, die eigentlich Künstlerin werden wollte, malte wann immer sie konnte und nahm ihre Kinder oft auf ihren Malexpeditionen mit, so auch Helen. Helen, die ein lebhaftes Kind gewesen sein soll, verbrachte ihre Kindheit im damaligen Rewa-District, der sich nordwestlich von ihrem Geburtsort befand. Dort soll sie auch die örtliche Grundschule besucht haben. Anschließend schickten ihre Eltern sie nach Napier in ein Internat. Darauffolgend besuchte sie das Wanganui Girls’ College, wo sie ebenfalls in einem Internat lebte. Nach ihrem Schulabschluss half sie eine Zeit lang beim Unterricht an der Kimbolton School, in der gleichnamigen kleinen Siedlung gelegen.

## Künstlerische Ausbildung
Nachdem ihre Familie nach Palmerston North umgezogen war, besuchte Helen die Palmerston North Technical School und belegte dort die Abendkurse in Kunst und Bildhauerei.

### Sydney
1913 konnte sie, nachdem sie ihre Eltern überredet hatte, nach Sydney gehen, um auf der Julian Ashton’s Sydney Art School Kunst zu studieren. Sie blieb dort zwei Jahre lang. Die Betonung im Zeichnen und in der Linienzeichnung, die sie dort erlernte, sollte von bleibendem Einfluss auf ihre späteren Arbeiten sein. Sie machte an der Kunstschule Begegnung mit der Christian Science, für die sie sich ihr Leben lang interessierte.

### London
1916 reiste Helen nach England und studierte dort neun Monate lang am Royal College of Art in London.

## Zweiter Weltkrieg
Zum Ende des Jahres 1916 trat Helen in den Women's Royal Voluntary Service ein und leitete eine Kantine des Young Men's Christian Association (YMCA) in Southampton an der Südküste von England. Später ging sie nach Frankreich, um dort im Sanitätsbereich tätig zu werden. Nach ihrer Rückkehr nach England arbeitete sie kurzzeitig in der Zensur für die Australian Military Forces. Nach Ende des Krieges erkrankte sie. Mangel an Geld und Nahrung und eine Enttäuschung in der Liebe  waren wohl die Gründe. 1919 sorgte ihre Schwester Doris dafür, dass sie wieder nach Neuseeland zurückkehren konnte.

## Sydney
Nach ihrer Gesundung kehrte Helen 1920 nach Sydney zurück und setzt ihr Studium an der Sydney Art School bis 1922 fort. 1923 fand sie eine Lehrtätigkeit am Presbyterian Ladies’ College in Pymble, einem Vorort von Sydney. Sie arbeitete dort als Kunstlehrerin und blieb an der Schule bis 1930. Danach übernahm sie eine kurze Lehrtätigkeit an einem anderen Mädchencollege in Sydney und arbeitete in gelegentlichen Teilzeitjobs, unter anderem auch als Journalistin. 1937 übernahm sie eine Tätigkeit als Lehramtsstudent an der Sydney Art School. Ihre Arbeiten, die sie zwischenzeitlich schuf, stellte sie mit der Society of Artists in Sydney aus.

## Neuseeland
1943 kehrte Helen nach Neuseeland zurück und ließ sich in der Hobson Street in Wellington nieder. Sie legte sich einen neuen Nachnamen als Künstlernamen zu, indem sie ihren Nachnamen ohne ein doppelte „b“ rückwärts buchstabiert als „Barc“ schrieb. Sie nahm Schüler auf und arbeitete selbst als Künstlerin weiter. Sie stellte regelmäßig ihre Werke an der New Zealand Academy of Fine Arts aus und schrieb über Kunst diverse Artikel für die Magazine New Zealand Listener und früher auch bis 1940 für das Magazin Art in New Zealand, das in dem Jahr eingestellt wurde.
1949 schloss sich Helen einer Künstlergruppe an, die sich als Group of Nine zusammentaten und gemeinsame Ausstellungen organisierten. Zu dieser Zeit hatte sie die Aquarellmalerei aufgegeben und bevorzugte nun Feder und Tinte für ihre Arbeiten. Viele ihrer Arbeiten, in denen sie Menschen in unterschiedlichen Situationen zeichnete, sind in Neuseeland sehr bekannt. Sechzehn dieser Arbeiten sind über das Webportal des Museum of New Zealand Te Papa Tongarewa zu sehen. Doch einen großen Teil ihrer Zeit widmete sie dem Unterrichten, war herzlich und ermutigend zu denen, die unter ihrer Anleitung hart arbeiteten und besaß auf der anderen Seite wenig Geduld mit denen, die ihrem Rat nicht folgten.

## Sydney und Tasmanien
1959 kehrte Helen nach Sydney zurück. Eine Erbschaft hatte ihr dies finanziell ermöglicht. Sie war in der Hoffnung zurückgekehrt, ihr Leben als Kunststudentin wieder aufnehmen zu können. Doch bald zog sie weiter in das weiter südlich gelegene Hobart im Bundesstaat Tasmanien. Dort besuchte sie fast zwei Jahre lang das Hobart Technical College und lebte fast ein Jahrzehnt auf der südlichen Insel.
1964 erbte sie das Haus von dem in Sydney zuvor lebenden neuseeländischen Künstler [[Godfrey Clive Miller|Godfrey Miller]]. Doch da sie das Geld für die Erbschaftssteuer nicht aufbringen konnten und sie mit 73 Jahren nicht mehr die Kraft hatte mit derartigen Problemen umzugehen, verkaufte sie das Haus und kehrte 1969 zurück nach Wellington.

## Neuseeland
Helen brachte ein autobiografisches Manuskript mit und ließ sich bei der Ausarbeitung von einer früheren Schülerin, mit der sie lange befreundet war, helfen. Sie zeichnete weiter und unterrichtete Schüler, so weit es ihren Kräfte zuließen. Sie unterrichtete bis einige Monate vor ihrem Tod. Sie verstarb am 5. März 1972 im Alter von 80 Jahren im Wellington Hospital der Stadt.